# All That Remains
All That Remains (з англ. «Все, що залишається») — американський металкор-гурт із Спрингфілда, Массачусетс, заснований у 1998 році. Колектив випустив дев'ять студійних альбомів, концертний компакт-диск та DVD, а також продали понад мільйон платівок по всьому світу.

## Історія
Гурт утворився 1998 року як сайд-проєкт Філа Лабонде, вокаліста Shadows Fall. Компанію Філу склали гітаристи Олі Герберт і Кріс Бартлетт, бас-гітарист Ден Еган і барабанщик Майкл Бартлетт. У 2000 році Лабонте попросили піти з Shadows Fall, і він вирішив повністю присвятити себе All That Remains. Використавши всі наявні в наявності сили і зв'язку, музиканти почали щосили трудитися. Дебютний альбом Behind Silence And Solitude вийшов в березні 2002 року. Далі були концерти на розігріві у інших музикантів. У 2004 році гурт з особистих причин покинули бас-гітарист Еган і гітарист Бартлетт. На їх місце прийшли відповідно Метт Дейс і Майк Мартін. У такому складі був записаний другий альбом This Darkened Heart, що вийшов в березні 2004 і спродюсований гітаристом Killswitch Engage Адамом Дуткевичем. Альбом теж мав маленький успіх як і перший, що не завадило гурту непогано гастролювати з новим матеріалом. Гурт виступив на декількох невеликих метал фестивалях в США.
У 2006 році гурт повністю оновив ритм-секцію і її склали барабанщик Шеннон Лукас і бас-гітаристка Джин Сеган. У такому складі гурт записав третій альбом The Fall Of Ideals, який вийшов в липні 2006 р. і несподівано увірвався в хіт-парад Billboard 200 відразу на 75-те місце при 13 000 дисків, проданих в перший тиждень. The Fall Of Ideals вважається найкращим альбомом гурту за всю їх музичну кар'єру. Барабанщик Лукас звільнив місце для барабанщика Джейсона Коста і з тих пір склад не змінювався. На сингл «This Calling» було знято відразу два відеокліпи, один з яких містив відеоряд з фільму «Пила 3», куди пісня увійшла як саундтрек. Пісня «Six» прозвучала в грі Guitar Hero II. Через рік продажу диска перевищили 100 000 копій, а сам гурт успішно відіграв на фестивалях OzzFest 2006 і Wacken Open Air 2007. У листопаді 2007 року, за підсумками успішних гастролей, вийшов концертний CD / DVD «All That Remains Live» і включав в себе концерт і фотографії гурту. На початку 2008 року All That Remains вирушили в свій перший тур як заголовний артист, а також взяли участь в Van's Warped Tour 2008.
Четвертий альбом музиканти записали в середині 2008 року з продюсером Джейсоном Сьюкофом. Альбом Overcome з'явився в продажу у вересні і отримав змішані відгуки. З червня 2009 гурт перебував у турі з God Forbid і Trivium і виступила на багатьох літніх великих і невеликих музичних фестивалях в 2009 році.

### 2010–2011:For We Are Many
All That Remains оголосили про плани розпочати запис нового альбому, який розпочався у квітні 2010 року. Пізніше гурт підтвердив, що альбом вийде пізніше цього року з Адамом Дуткевичем у ролі продюсера. Альбом вийшов 12 жовтня 2010 року. Наприкінці вересня 2010 року All That Remains оголосили про тур The Napalm & Noise, який пройшов з 23 листопада по 21 грудня 2013 року. Гурт виступив у ньому разом із The Devil Wears Prada, а також за підтримки Story of the Year і Haste the Day. У жовтні All That Remains випустили відеокліп на сингл «Forever in Your Hands». Цього ж дня відбулося безкоштовне завантаження японського бонус-треку «Frozen» з альбому Overcome. У січні 2011 року цей альбом приніс All That Remains головну нагороду у категорії Hard Rock/Metal на 9-й щорічній церемонії вручення премії Independent Music Awards.
8 червня 2010 року All That Remains презентували титульний трек «For We Are Many» під час концерту в Берлінгтоні, штат Вермонт, під робочою назвою «Dem Trims». З 18 серпня по 6 вересня титульний трек «For We Are Many» можна було безкоштовно завантажити на сайті гурту, підписавшись на їхню поштову розсилку. 6 жовтня 2010 року All That Remains випустили відеокліп на сингл «Hold On». «For We Are Many» дебютував на 10-й сходинці чарту Billboard 200, продавшись у кількості трохи більше 29 000 копій за перший тиждень. All That Remains взяли участь у турі Share the Welt Fall з Hatebreed, Rains і Five Finger Death Punch.

### 2012–2013:A War You Cannot Win
25 січня 2012 року Філ Лабонт заявив, що гурт працює над новим матеріалом. 21 червня вони повідомили, що їхній майбутній шостий студійний альбом називається A War You Cannot Win. 13 серпня 2012 року Філ завантажив на YouTube кліп на пісню «Down Through the Ages». 23 серпня All That Remains випустили обкладинку до альбому. 27 серпня перший сингл «Stand Up» вийшов на радіо. 29 серпня All That Remains випустили офіційне лірик-відео на «Stand Up». Гурт також виклав на своєму сайті безкоштовний трек «Down Through the Ages» з альбому A War You Cannot Win, реліз якого відбувся 6 листопада 2012 року. 21 жовтня 2013 року гурт випустив музичне відео на трек «What If I Was Nothing».

### 2014–2015:The Order of Things
У січні 2014 року гурт повідомив на своїй офіційній сторінці у Facebook, що розпочав запис сьомого студійного альбому. 26 червня 2014 року було підтверджено, що гурт перебуває у підготовчому періоді нового альбому з продюсером Джошем Вілбуром, який раніше працював з Lamb of God і Gojira. Наступник альбому 2012 року A War You Cannot Win орієнтовно мав вийти до кінця року, проте під час інтерв'ю на шоу Jasta Show Філ заявив, що новий альбом, швидше за все, вийде у січні.
14 листопада 2014 року Філ Лабонт оголосив, що випустив нову пісню з нового альбому. Пісня отримала назву «No Knock» і офіційно вийшла в цифрових магазинах 24 листопада 2014 р. 20 листопада Філ Лабонте оголосив через Facebook, що нова назва альбому — The Order of Things. Альбом вийшов 24 лютого 2015 року на лейблі Razor & Tie, після того, як 13 січня 2015 року вийшов перший сингл з альбому «This Probably Won't End Well».
24 вересня 2015 року гурт оголосив про вихід Джинн Саган і запросив на бас-гітару Аарона Патріка, колишнього учасника Bury Your Dead і Devildriver.

### 2016–2018:Madness
1 серпня стало відомо, що All That Remains записують восьмий альбом на студії в Лос-Анджелесі з продюсером Говардом Бенсоном. Фронтмен гурту Філ Лабонте розповів про наступний альбом після The Order of Things 2015 року: «Альбом, над яким ми зараз працюємо, підірве людям мізки. Він кине вам виклик. На ньому є пісні, не схожі ні на що з того, що ми коли-небудь робили раніше». Новий альбом, який отримав офіційну назву Madness, вийшов 28 квітня 2017 року. Наприкінці 2017 року гурт відправився у турне Північною Америкою з Alter Bridge на підтримку альбому.

### 2018 — дотепер:Victim of the New Disease,смерть Олі Герберта та зміни у складі гурту
14 вересня 2018 року гурт випустив нову пісню під назвою «Fuck Love» з майбутнього студійного альбому, реліз якого запланований на початок 2019 року. 26 вересня гурт опублікував зображення обкладинки на своїх сторінках у соціальних мережах, розкривши назву нового альбому — Victim of the New Disease. 27 вересня 2018 року гурт оголосив дату релізу — 9 листопада.
17 жовтня 2018 року гурт повідомив на своїй сторінці у Facebook, що лідер і засновник Олі Герберт помер у віці 44 років. У Facebook його дружина стверджувала, що отримала звіт токсикологічної експертизи, в якому зазначено, що причиною смерті стало утоплення після прийому антидепресантів і снодійних, які не були прописані. Однак повідомлялося, що поліція розслідує його смерть, і що вона, можливо, могла бути насильницькою. Згодом пост у Facebook було видалено. Розслідування триває.
9 листопада 2018 року в інтерв'ю Лабонте повідомив, що Джейсон Річардсон (колишній учасник Chelsea Grin і Born of Osiris) замінить його на посаді соло-гітариста на майбутніх гастролях. 5 лютого 2019 року гурт підтвердив на своїй сторінці у Facebook, що Річардсон приєднається до колективу як офіційний учасник.
2 лютого 2022 року було оголошено, що до гурту повернувся колишній басист Метт Дейс.
20 липня 2023 року було оголошено, що барабанщик Джейсон Коста покинув гурт через особисті причини. Після виходу Кости Ентоні Бароун з канадського дез-метал-гурту Beneath the Massacre зайняв місце гастрольного барабанщика All That Remains.

## Учасники

### Поточні учасники

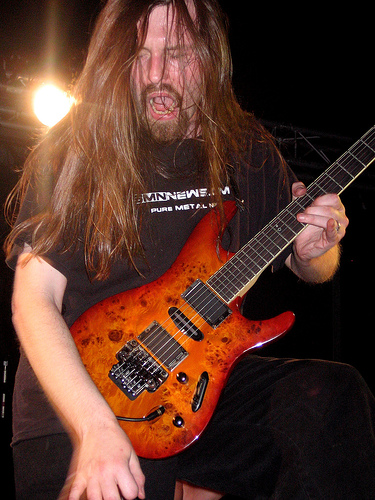
Олі Герберт в 2006 році

- Філіп Лабонте (Philip Labonte) — вокаліст (1998 — дотепер)
- Майк Мартін (Mike Martin) — ритм-гітарист (2004 — дотепер)
- Метт Дейс (Matt Deis) — бас-гітарист (2003–2005, 2022 — дотепер); бек-вокаліст (2022 — дотепер)
- Джейсон Річардсон (Jason Richardson) — соло-гітарист (2018 — дотепер)

### Колишні учасники
- Кріс Бартлетт (Chris Bartlett) — гітарист (1998–2004)
- Ден Іген (Dan Egan) — бас-гітарист (1998–2003)
- Джош Венн (Josh Venn) — бас-гітарист (2006)
- Майк Бартлетт (Mike Bartlett) — барабанщик (1998–2006)
- Шеннон Лукас (Shannon Lucas) — барабанщик (2006)
- Джинн Сеган (Jeanne Sagan) — бас-гітаристка, бек-вокалістка (2006–2015)
- Олі Герберт (Oli Herbert) — соло-гітарист † (1998–2018; помер 2018)
- Джейсон Коста (Jason Costa) — ударник (2006–2023)
- Арон Патрік (Aaron Patrick) — бас-гітарист, бек-вокаліст (2015–2021)

## Дискографія

### Студійні альбоми
- Behind Silence And Solitude (2002)
- This Darkened Heart (2004)
- The Fall of Ideals (2006)
- Overcome (2008)
- For We Are Many (2010)
- A War You Can not Win (2012)
- The Order of Things (2015)
- Madness (2017)
- Victim of the New Disease (2018)